# HD 139087
HD 139087，又名BD+11 2826，SAO 101634、HR 5796，是一颗恒星，视星等为6.07，位于銀經18.74，銀緯48.3，其B1900.0坐标为赤經15h 31m 7.8s，赤緯+11° 48.3′ 53″。